# Großsteingrab von Upost
 Das Großsteingrab von Upost ist ein nordwest-südost orientiertes, 1968 von Ewald Schuldt (1914–1987) ausgegrabenes und rekonstruiertes, leicht trapezoides Ganggrab in einem Rollsteinhügel mit der Sprockhoff-Nr. 396. Die Anlage entstand zwischen 3500 und 2800 v. Chr. als Megalithanlage der Trichterbecherkultur (TBK).

## Lage
Das Großsteingrab befindet sich bei Warrenzin im Landkreis Mecklenburgische Seenplatte in Mecklenburg-Vorpommern in einem Wald, nordöstlich vom Ortsteil Upost und ist eine der in dieser Region sehr seltenen Anlagen des Ganggrabtyps.

## Beschreibung
Nahezu alle Randsteine des über 10 m langen und etwa 7 m breiten Hünenbettes fehlen. Von der etwa 6,0 m langen, 1,3 m hohen und 2,0 auf 1,8 m breiten Kammer des Großsteingrabes sind neun (von 10) Trag- und alle vier Decksteine erhalten. Einer liegt auf den Tragsteinen, die anderen befinden sich in oder neben der Kammer. Die Kammer hat ausgeprägt apsidenartige Enden. Die Tragsteine des etwa 2,5 m langen leteral außermittig ansetzenden Ganges sind erhalten während alle Decksteine fehlen. Die mit Rotsandsteinplatten belegte Diele hat vier Quartiere. Die archäologische Untersuchung ergab, dass die Anlage durch die Träger der Kugelamphorenkultur nachgenutzt worden ist.
Neben Holzkohle, tierischen Knochen, Leichenbrand und 372 Scherben fanden sich zehn Querschneider, fünf Klingen, fünf Flachbeile, fünf Schlagsteine, vier doppelkonische Gefäße, drei Kugelamphoren, drei hohe Töpfe, zwei Schüsseln, zwei Schmalmeißel, eine Amphore, eine Trichterschale, ein Klingenkratzer, sowie ein dicknackiges Beil.